# Achatia sectilana
Achatia sectilana là một loài bướm đêm trong họ Noctuidae.